# Винниківський район
Колишній район Львівської області центром якого було місто Винники

## Передісторія
У Польщі 1933 року набув чинності новий закон про місцеве самоврядування, згідно з яким, Винники отримали статус міста.
22 вересня 1939 року — 29 червня 1941 року — перша більшовицько-російська окупація. 27 листопада 1939 року — 17 січня 1940 року — у складі Львівської області (як Львівський повіт). 1940 рік статус міста Винникам підкріплено радянським режимом.

## Історія
10 січня 1940 року політбюро ЦК КП(б)У обговорило питання про утворення районів у Львівській області УРСР. Зокрема було ухвалено створити Винниківський район, центром якого стало місто Винники і ввійшли села ґмін Кшивчице, Чишкі, Давідув і Білка Шляхецка.
Однак радянській владі не вдалось надовго закріпитись у Галичині і вже 29 червня 1941 року радянським військам довелось залишили з боями районний центр Винники.
У роки німецької окупації Винниківський район припинив своє функціонування, оскільки Винники та 20 навколишніх сіл увійшли до складу Львова..
27 липня 1944 року радянські війська увійшли до обласного центру — міста Львова та низки районних центрів області, у тому числі й до Винників.
У 1944 році Винники знову стали районним центром. Винниківський район проіснував до 1959 року. Рішенням Львівського облвиконкому від 26 вересня 1959 року Винники підпорядковано Ленінській районній раді Львова (з 1972 року — Червоноармійській, тепер — Личаківський район Львова). У приміщенні, де у 1940—1959 роках містився Винниківський райвиконком, після ліквідації району було відкрито поліклініку..
До Винниківського району, у різний період, належали села: Підберізці, Чишки, Верхня Білка, Нижня Білка, Дмитровичі, Виннички, Гаї, Чижиків, Глуховичі, Гончари, Давидів, Черепин, Товщів, Селиська, Великі Кривчиці, Лисиничі, Підбірці, Ямпіль, Кам'янопіль, Козельники, Пасіки-Зубрицькі, Кротошин, Сихів, Зубра, Горішній..

## Винниківський райком КП(б)У
Винниківський райком КП(б)У було створено у січні 1940 року, однак у червні 1941 року після нападу Німеччини на Радянський Союз він припинив своє існування, однак його відновлено у 1944 року. У жовтні 1952 року його було перейменовано на Винниківський райком КПУ. У вересні 1959 року після ліквідації Винниківського району було ліквідовано і Винниківський райком КПУ.
Районний комітет КПУ складався з наступних підрозділів: Бюро (загальний відділ), організаційно-інструкторський відділ (з 1949 р. — відділ партійних, профспілкових та комсомольських організацій), сектор партійної статистики, відділ пропаганди і агітації, сільськогосподарський відділ, військовий відділ, відділ по роботі серед жінок, відділ кадрів.

## Економіка району
У 1940—1950-х роках в районі досить динамічно зростала кількість зайнятих у промисловості, збільшувались обсяги виробництва продукції на тютюновій та швейній фабриках, цвяховому та цегельному заводах, райпромкомбінаті й артілях. Так, наприклад, 1944 року на швейній фабриці працювало 34 особи, 1953 року їх кількість зросла до 284; виробництво на тютюновій фабриці у 1945 році забезпечувало 250 інженерно-технічних працівників і службовців, у 1953 році кількість працівників на фабриці досягла 826 осіб. Зростання зайнятості у сфері промисловості позитивно позначалося на динаміці народонаселення міста, що вже 1957 року перевищило 5200 осіб. Відносна частка зайнятих у промисловості досягла приблизно половини всіх працівників.
Близько 600 винниківчан працювали на підприємствах Львова, частина жителів трудилася в колгоспах. Однак в умовах нестачі сільськогосподарської техніки колгоспники проводили оранку кіньми. Така ситуація, зокрема була у колгоспі імені 4-ї сталінської п'ятирічки у 1948 році.

## Районна преса
З часу відновлення Винниківського району у 1944 р. виникла необхідність у друці періодичного видання, яке відображало б події у районі. 18 серпня 1944 р. — 1959 р. — газета «Сталінським шляхом» («Радянське життя») Винниківського райвиконкому і райкому Компартії України та друкарня (вул. Леніна, 36 (тепер вул. Галицька)). Директор друкарні — М. А. Гуманецький. Редакція газети — вул. Танкістів (тепер вул. Івасюка). Редактори газети: М. Александренко, Л. Єрмакова, А. Гіль, П. Рахубовський, С. Донченко, В. Балаханова, Ю. Марченко..
Початковий тираж газети становив 1500 примірників, згодом, наприкінці свого існування (1959 р.) — 2200 примірників. Великого значення редакція надавала популяризації постанов, рішень, розпоряджень КПРС та її районного комітету. Багато уваги надавалося повоєнній відбудові району, налагодженню виробництва..

## Гуманітарна сфера
До 1945 року всі діти віком до 14 років були охоплені шкільною освітою. Водночас це супроводжувалось насадженням атеїзму. У 1957 році було завершено газифікацію районного центру. У 1954 році у Винниках було завершено будівництво нового стадіону при вул. Спортовій (за польської окупації там знаходилося польське спортивне товариство).
1956 рік — створення кімнати-музею Борисом Возницьким.
1956 рік (серпень) — пам'ятник І. Франку (вул. Шевченка).

## Діяльність ОУН-УПА у Винниківському районі
Винниківчанин Магаляс Семен був одним із засновників УВО і ОУН. Провідним діячем УВО і ОУН був винниківчанин Євген Врецьона. У 1942 році брав активну участь у створенні УПА. Видатними діячами ОУН були винниківчани Володимир Врецьона, Ярослав Рак, Домазар Зенон, Наталя Винників.
Внаслідок реорганізації структур ОУН у Галичині наприкінці 1944 — на початку 1945 років Винниківщина отримала статус району, і разом з Бібрецьким, Новострілищанським та Ходорівським районами ввійшла в склад Бібрецького надрайону. Бібрецький, Перемишлянський (з 05.1947 р. переданий до Рогатинського надрайону) і Рогатинський надрайони входили в склад Рогатинської округи. Станом на 1948 р. після розформування Перемишлянського надрайону Рогатинська округа мала криптонім «Роксоляна» і складалася лише із двох надрайонів — Бібрецького та Рогатинського. До останнього надрайону було приєднано Перемишлянщину на правах району, а Поморянський район виведено зі складу Рогатинської округи.
У Бібрецькому надрайоні формувалися відділи УПА, зокрема курінь «Гонти», працювала підстаршинська школа, яку вів командир «Горинь» (Василь Ільків). Від весни 1944 року поблизу Бібрки тривалий час базувався головний командир УПА, голова Бюро Проводу ОУН Роман Шухевич («Тур», «Чупринка»).
У листопаді 1944 року у лісах між Львовом та Миколаєвом була сформована сотня УПА «Жубри-2», яка була підпорядкована військовій окрузі «Буг». Командиром сотні до квітня 1945 року був Петро Лагода «Громовий», політвиховником Степан Стешин «Січовик». Від квітня до жовтня 1945 року сотня була розділена на дві самостійні чоти, після чого знову об'єднана під назвою «Сурмачі» та номером 42а і діяла у лісах тодішніх Винниківського, Бібрецького, Новострілищанського і Ходорівського районів, територія яких входила до тактичного відтинку УПА «Яструб» у складі ВО «Буг». Розформування сотні — осінь 1946 року.
За спогадами Осипа Покосінського — члена ОУН з травня 1939 року, в'язня концтабору «Освєнцим» з лютого 1941 року по лютий 1942 року, бойовика УПА, політв'язня сталінсько-московських таборів смерті потужний осередок ОУН-УПА діяв у селі Чишки Винниківського району, до якого були прикріплені переселені із Закерзоння Миколай Берко, Мирон Мисько, Тимофій Войтович, Степан Манько, Антін Лісний.
Провідником у Винниківському районі був Михайло Швед (псевдо «Орлик»); провідником Служби Безпеки — Іван Цар (псевдо «Ірод»); референтом — Михайло Лемішко (всі троє — мешканці с. Підберізці).
Керівником районного відділу НКВД після війни був Гончаренко, його заступниками — майор Пшенічкін та капітан Шевцов. Районний відділ НКВД знаходився у Винниках по вул. Леніна (тепер Галицька, 14а), райвідділ міліції — на вулиці 1-го травня (тепер Стуса, 10). У листопаді 1947 р., НКВД знищує провідника ОУН Винниківського району Михайла Шведу («Орлика»).
Після загибелі «Орлика» на його місце нікого не призначили. Таким чином, ОУН–УПА у Винниківському районі припинили своє існування в кінці 1947 року.
У 1947 році у Винниках енкаведисти створили провокаційну ОБЗУ (організація борців за волю України), очолив її Роман Плюта. ОУН попередила його, що ця організація сфабрикована НКВД. Р. Плюта не повірив цьому і згубив себе та своїх товаришів. Повірив аж тоді, коли військовий трибунал засудив їх всіх до 10 р. позбавлення волі у концтаборах.

Останніми керівниками ОУН на Винниківщині були районний провідник «Сталевий» (загинув 4 липня 1950 року в Давидові) та районний референт СБ «Богдан»-«Марко» (загинув 9 липня 1950 року в лісі між Давидовом і Черепином). Після того територію Винниківщини приєднали до Бібрецького району ОУН.

## Див. теж
- Львівський повіт (Австро-Угорщина)
- Винниківський повіт
- Винниківський судовий повіт (Австро-Угорщина)